# Acalolepta griseovaria
Acalolepta griseovaria är en skalbaggsart som beskrevs av Stefan von Breuning 1963. Acalolepta griseovaria ingår i släktet Acalolepta och familjen långhorningar. Inga underarter finns listade i Catalogue of Life.